# Tennistoernooi van Rosmalen 2004
Het tennistoernooi van Rosmalen van 2004 werd van 14 tot en met 20 juni 2004 gespeeld op de grasbanen van het Autotron Expodome in de Nederlandse plaats Rosmalen, onderdeel van de gemeente 's-Hertogenbosch. De officiële naam van het toernooi was Ordina Open.
Het toernooi bestond uit twee delen:
- WTA-toernooi van Rosmalen 2004, het toernooi voor de vrouwen
- ATP-toernooi van Rosmalen 2004, het toernooi voor de mannen

ATP-toernooi van Rosmalen – WTA-toernooi van Rosmalen

1996 · 1997 · 1998 · 1999 · 2000 · 2001 · 2002 · 2003 · 2004 · 2005 · 2006 · 2007 · 2008 · 2009 · 2010 · 2011 · 2012 · 2013 · 2014 · 2015 · 2016 · 2017 · 2018 · 2019 · 2020-2021 · 2022 · 2023 · 2024